# Orgues de la cathédrale Sainte-Réparate de Nice
Les orgues de la cathédrale Sainte-Réparate de Nice sont au nombre de trois :
- Les grandes orgues Jean-Loup Boisseau placées au-dessus du narthex, sur une tribune.
- L'orgue de chœur Martella / Delangue, placé à gauche du transept.
- L'orgue de la chorale dans la salle de répétition.

## Historique

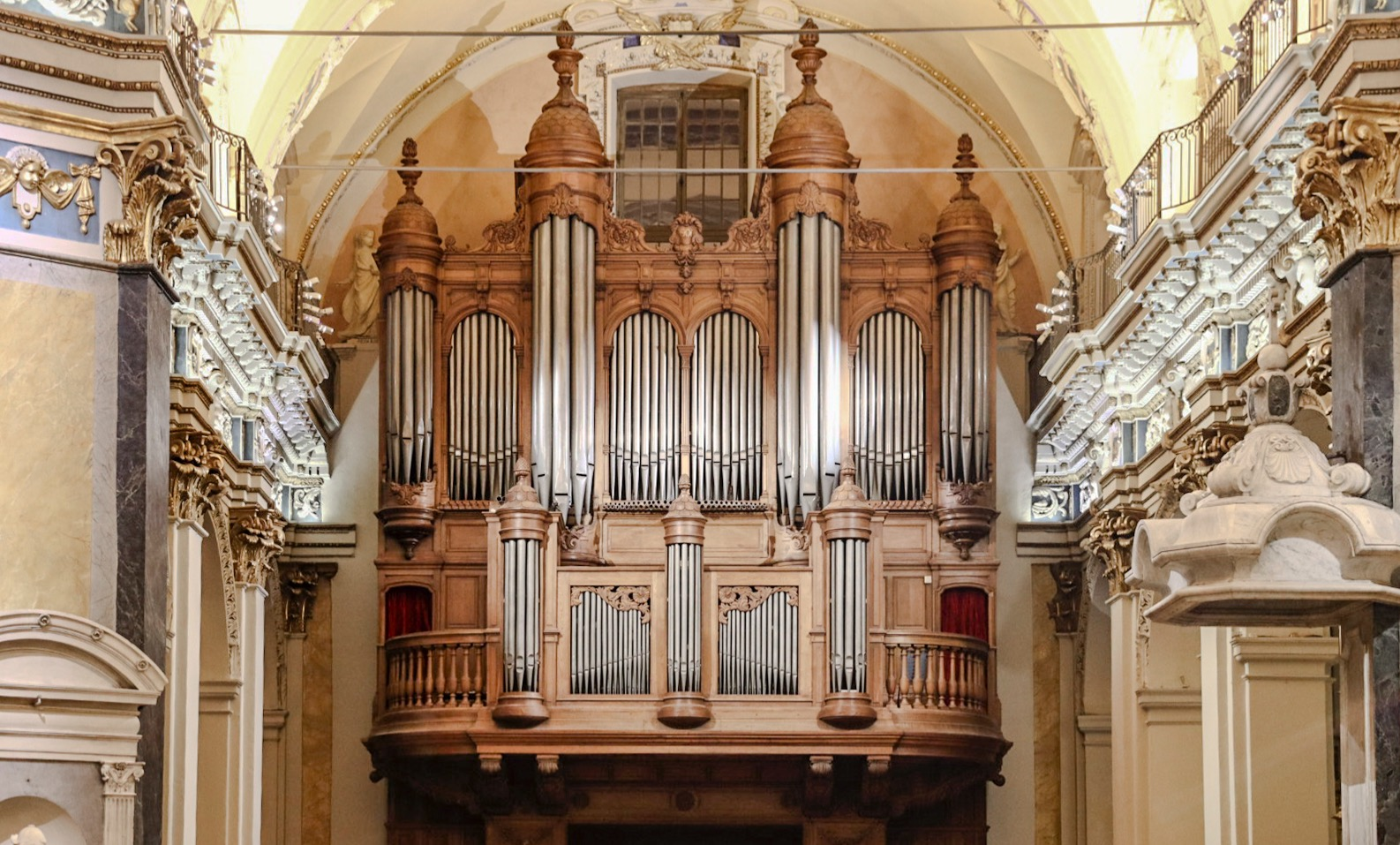
Photo montrant la splendeur et la dimension du buffet.

Il est connu que la cathédrale possédait un orgue dès le début du XVIIe siècle. En 1732, on découvre dans les archives la trace d'un autre instrument commandé par l'évêque Recrosio, mais dont la description est inconnue.
Lors de la Révolution, le 4 novembre 1794, l'administration du district de Nice autorise le facteur Honoré Grinda « à recueillir et retirer dans ses ateliers tous les orgues qui restent dans les églises et chapelles de la commune » (dont les 212 tuyaux de l'orgue de Sainte-Réparate). L'orgue est restauré par Honoré Grinda en1805, puis une nouvelle restauration est effectuée par Josué Agati de Pistoia (Italie) en 1831.
En 1843, à la demande de la fabrique, Nicodème Agati, fils de Josué Agati, fait la proposition d'un orgue neuf de 34 jeux répartis sur un clavier manuel et pédalier avec option d'un second clavier (il ne sera pas réalisé faute de budget).
Le 14 février 1848, Un orgue neuf de 77 rangs répartis sur 3 claviers manuels et un pédalier est construit,comprenant 12 soufflets. Proposé par les facteurs Serassi de Bergame il est installé en 1848 et sera nommé "Magnum Serrasorum Opus". Il fonctionnera jusqu'en 1899 avec beaucoup de succès. De cet orgue, reste dans l'orgue actuel les grandes tourelle de façade de Montre 16' et quelques jeux tel que la Flute Octaviance, l'Octavin et le Hautbois du Récit.
Le 20 juillet 1899, le conseil de fabrique confie à Florentin Martella,facteur d'orgues niçois, ancien employé de la Maison Cavaillé-Coll. Le fait était de construire un grand orgue, de style Romantique français, doté des perfectionnements les plus modernes de l'époque, servi par ses illustres titulaire: Charles-Marie Pollet et Albert Ribollet. L'orgue est installé en 1901 et inauguré le 16 décembre par le célèbre organiste Louis Vierne, très fraichement nommé organiste de Notre Dame de Paris. De cet instrument, reste le corps principal du buffet et une bonne partie de la tuyauterie représentant le Récit (70%), du Grand Orgue (35%) et Pédalier (50%).
En 1974, l'instrument actuel, est construit par les facteurs d'orgue français Jean-Loup et Robert Boisseau. Réalisé sur les plans de Pierre Cochereau d'après un cahier des charges très intéressant en particulier au niveau de sa composition sonore. 
"Aucun instrument sur le territoire national ne témoigne à ce point de l’intervention de cette figure de proue de l’orgue français dans la facture d’orgues, à l’exception, mais dans une mesure moindre, du Grand-Orgue de Notre-Dame de Paris".
Nous devons cette exception française au plan de travaux établi par Pierre Cochereau, dont il est saisissant de constater combien la mémoire est toujours aussi vivace dans les jeunes générations d’organistes. Pierre Cochereau et Robert Boisseau ont conçu un instrument dans le fil de l'esthétique habituellement désignée comme néo-classique, mais, ici, abstraction faite du diapason et du tempérament, d'un caractère néo-baroque affirmé assurant agréablement les mélanges classiques, ce caractère affirmé se mariant toutefois remarquablement bien avec un fond symphonisant respectant l'œuvre première de Martella. La réussite de tels mariages est si rare qu'il semble naturel de conserver ce témoin d'une taille exceptionnelle si justement ouvert à une variété de répertoires ailleurs difficilement compatibles sur le même instrument.
Cette famille de facteurs d’orgues a marqué son époque par la réalisation d’instruments typés dans lesquels un grand soin était apporté au son, dans une démarche de retour aux principes de l’harmonie de type classique. Si cette démarche s’inscrit dans le courant néo-classique de l’époque des années 1960-70 qui n’a pas livré que des chefs-d’œuvre. L’orgue Boisseau de la cathédrale de Nice s’inscrit dans le cadre des réalisations les plus marquantes 
et mérite à ce titre d’être respecté en raison de ses réelles qualités musicales. Il s'agit d'un orgue néo-Baroque possédant 70 jeux répartis sur 4 claviers manuels et pédalier.
Les organistes titulaires historique : Charle-Marie Pollet (de 1901 à 1913), Albert Ribollet (de 1913 à 1962, Jean Wallet (de 1962 à 2004), succédé récemment par Stéphane Eliot en 2020.

## Orgue Jean-Loup Boisseau (1974)

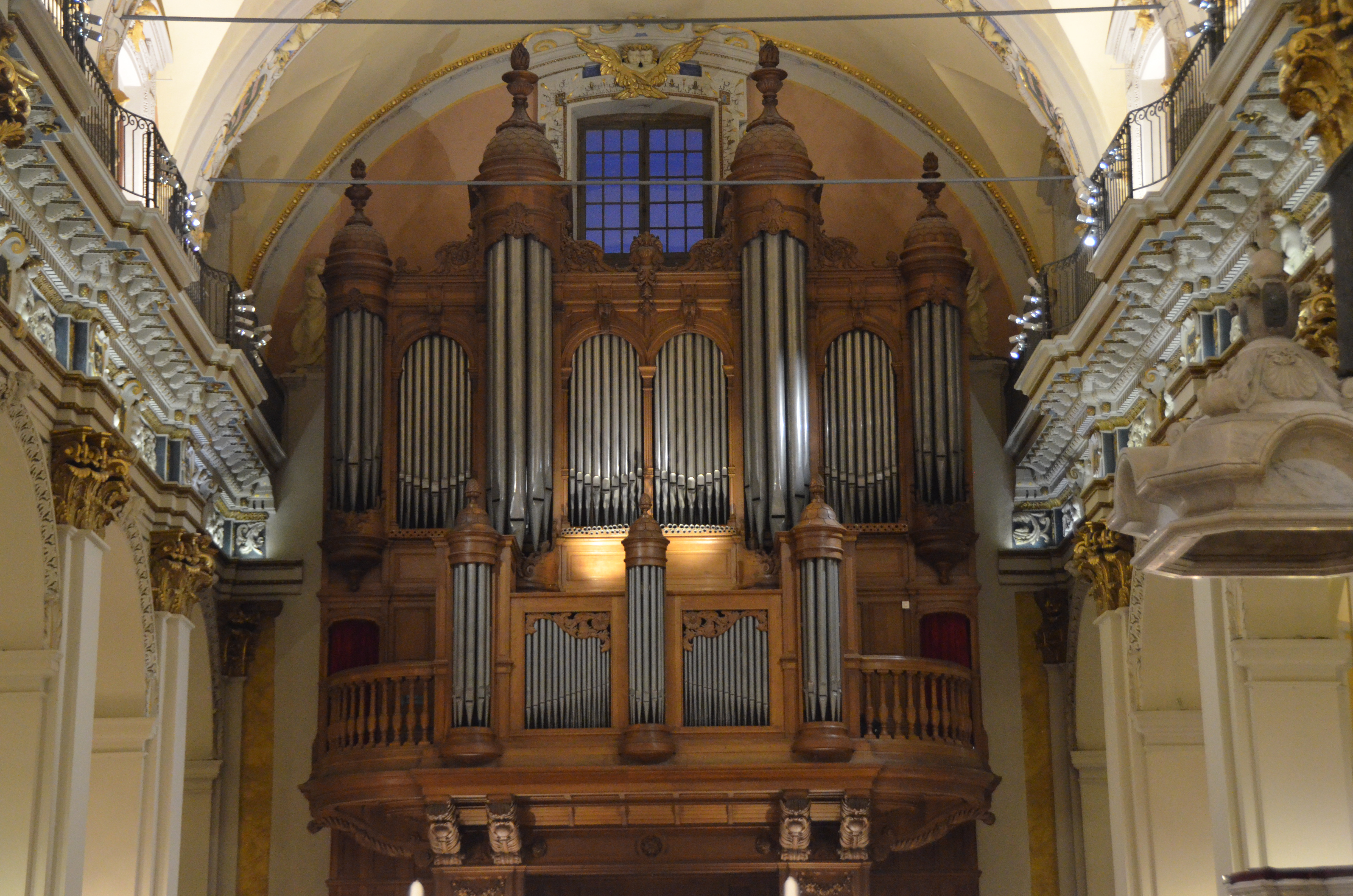
Les grandes orgues Boisseau de la cathédrale Sainte-Réparate.

L'instrument, malgré sa présence à chaque office et pour des concerts, est malheureusement en très mauvais état et a besoin d'une grande restauration.
Caractéristiques techniques
- 4 claviers manuels de 56 touches (C-g3) et Pédalier de 32 notes  (C-g1)
- Accouplements : I/II - III/II - III/I
- Tirasses : I - II - III - IV
- Trémolo : I - III
- Crescendo
- Boite d'expression Récit
- 8 combinaisons ajustables
- Piston de Tutti général - Annulateur
- Transmissions mécanique des notes, Transmissions électrique des jeux

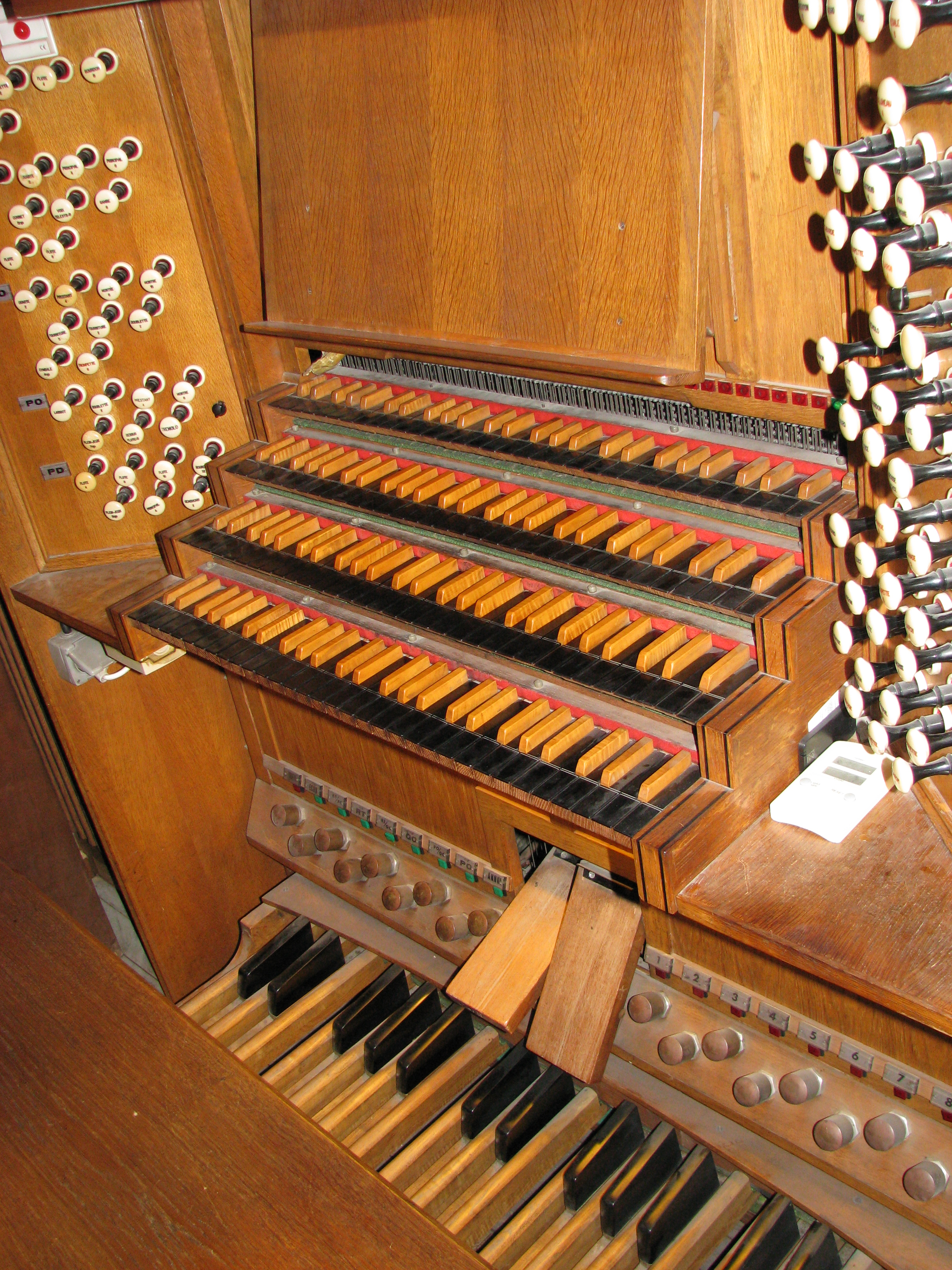
La console des 4 claviers de l'orgue

- 70 jeux
- 4608 tuyauxLa console des 4 claviers de l'orgueTrompette 8' et Clairon 4' en Chamade

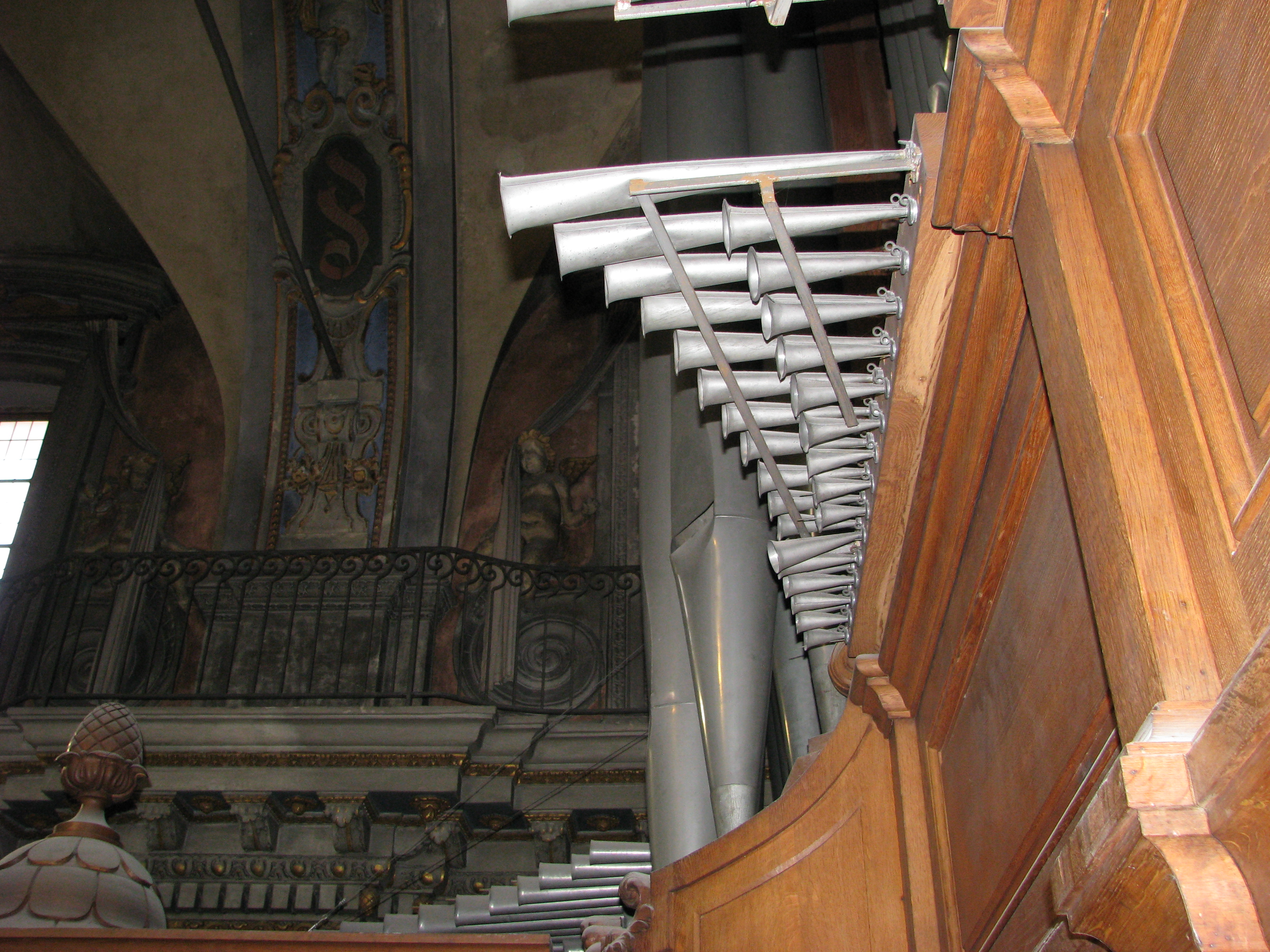
Trompette 8' et Clairon 4' en Chamade

| Composition des jeux |                      |                       |                |                    |
| Positif de Dos (I)   | Grand-Orgue (II)     | Récit Expressif (III) | Écho (IV)      | Pédale             |
| Montre 8'            | Montre 16'           | Principal 8'          | Bourdon 8'     | Bourdon 32'        |
| Fûte 8' (D)          | Bourdon 16'          | Gambe 8'              | Quintaton 8'   | Flûte 16'          |
| Bourdon 8'           | Montre 8'            | Voix céleste 8'       | Flûte 4'       | Soubasse 16'       |
| Prestant 4'          | Bourdon 8'           | Flûte 8'              | Nasard 2' 2/3  | Flûte 8'           |
| Flûte 4'             | Flûte harmonique 8'  | Principal 4'          | Doublette 2'   | Bourdon 8'         |
| Nasard 2' 2/3        | Prestant 4'          | Flûte 4'              | Tierce 1' 3/5' | Principal 4'       |
| Doublette 2'         | Flûte 4'             | Nasard 2' 2/3         | Sifflet 1'     | Flûte 4'           |
| Tierce 1' 3/5        | Grosse Tierce 3' 1/5 | Flûte 2'              | Cymbale II rgs | Gemshorn 2'        |
| Larigot 1' 1/3       | Nasard 2' 2/3        | Tierce 1' 3/5         | Régale 8'      | Plein-Jeux III rgs |
| Plein-jeux VII rgs   | Doublette 2'         | Cornet V rgs (D)      | Chalumeau 4'   | Bombarde 16'       |
| Trompette 8'         | Quarte 2'            | Plein-jeux V rgs      |                | Ranquette 16'      |
| Cromorne 8'          | Tierce 1' 3/5        | Bombarde 16'          |                | Trompette 8'       |
| Clairon 4'           | Fourniture II rgs    | Trompette 8'          |                | Clairon 4'         |
|                      | Fourniture III rgs   | Hautbois 8'           |                |                    |
|                      | Cymbale IV rgs       | Voix humaine 8'       |                |                    |
|                      | Trompette 8'         | Clairon 4'            |                |                    |
|                      | Chamade 8'           |                       |                |                    |
|                      | Chamade 4'           |                       |                |                    |

## Orgue de chœur
L'orgue de chœur est placé à gauche du transept.
| Historique des travaux |        |                      |                                  |
| F. Valencini           | Nice   | ca.1868              | Construction                     |
| Florentin Martella     | Nice   | Fin XIXe - Début XX° | Reconstruction                   |
| Merklin                | Lyon   | 1969                 | Agrandissement                   |
| X. Silbermann          | Thonon | 1982                 | Relevage et Harmonisation        |
| Delangue               | Nice   | 2007                 | Reconstruction avec façade neuve |

Caractéristiques techniques:

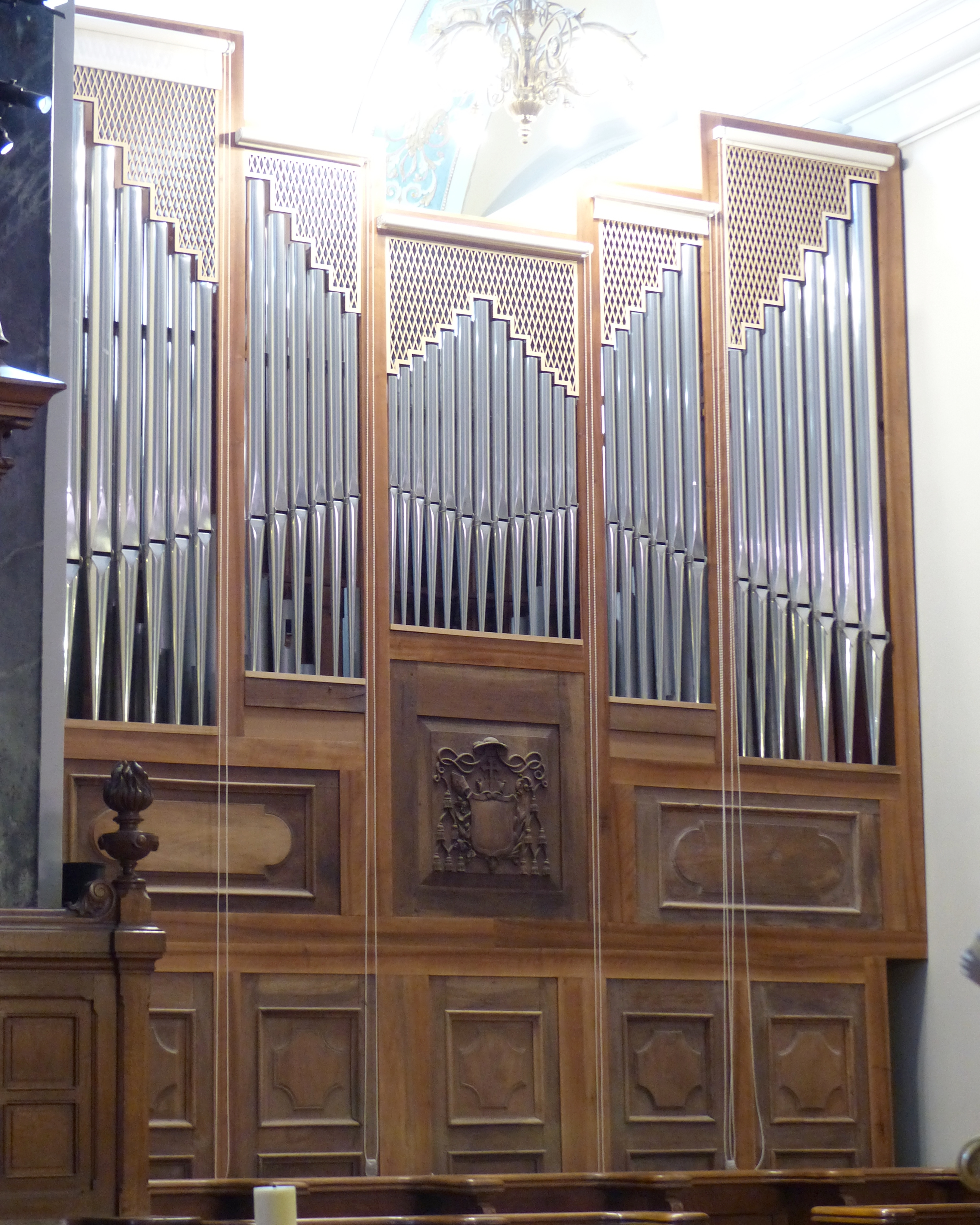
Façade neuve de Delangue en 2007 de l'orgue de chœur

- 2 Claviers manuels de 56 touches et Pédalier de 30 notes.
- Accouplement : I/II 8', I/II 16', I/II 4', II/II 16', II/II 4'
- Tirasse : I/P
- Tremblant : II/P
- Transmission des notes  & tirage des jeux électriques par console mobile située sous la Chaire (système BUS) et combinateur électronique Laukhuff

| Composition des jeux |                      |              |
| Grand-Orgue (I)      | Récit Expressif (II) | Pédale       |
| Montre 8'            | Salicional 8'        | Soubasse 16' |
| Bourdon 8'           | Cor de nuit 8'       | Bourdon 8'   |
| Flûte harmonique 8'  | Voix céleste 8'      | Flûte 4'     |
| Prestant 4'          | Flûte octaviante 4'  |              |
| Doublette 2'         | Octavin 2'           |              |
| Sesquialtera II rgs  | Trompette 8'         |              |
| Plein-jeu III rgs    | Basson-Hautbois 8'   |              |

## Orgue de la salle Jean Paul II (salle de la Maîtrise)
L'orgue de la Maîtrise était initialement l'orgue personnel du chanoine Henri Carol, déménagé après sa mort accidentelle en 1984.

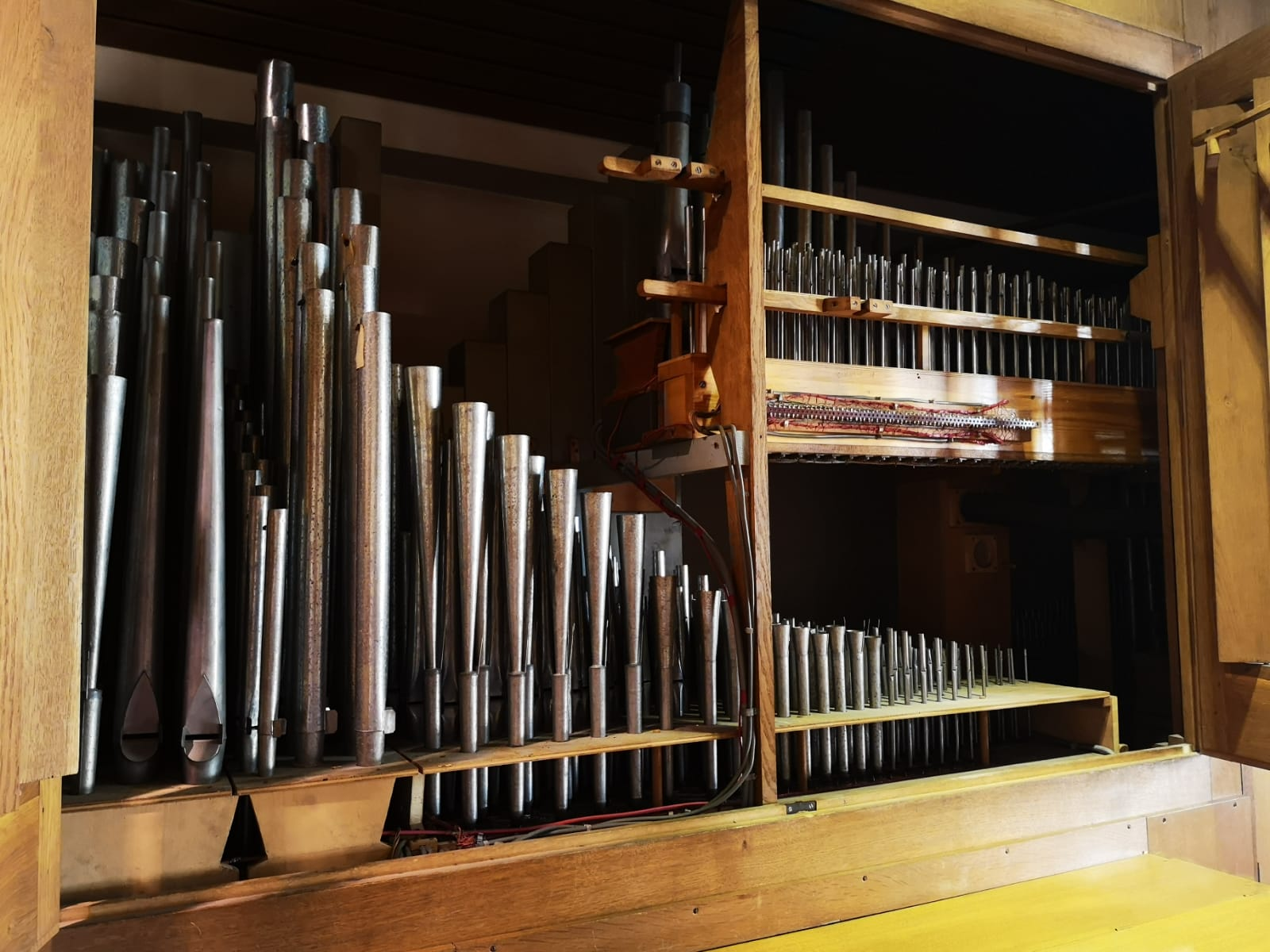
Orgue de la salle de répétition.

Cet instrument offre une large possibilité sonore grâce aux différents emprunts.    
| Composition des jeux |                      |                 |
| Grand-Orgue (I)      | Récit Expressif (II) | Pédale          |
| Bourdon 16'          | Principal 8'         | Soubasse 16'    |
| Bourdon 8'           | Unda Maris 8'        | Basse 8'        |
| Gemshorn 8'          | Gemshorn 8'          | Gemshorn 8'     |
| Prestant 4'          | Prestant 4'          | Prestant 4'     |
| Gemshorn 4'          | Gemshorn 4'          | Gemshorn 4'     |
| Nazard 2' 2/3        | Nazard 2' 2/3        | Nazard 2' 2/3   |
| Doublette 2'         | Doublette 2'         | Doublette 2'    |
| Tierce 1' 3/5        | Tierce 1' 3/5        | Tierce 1' 3/5   |
| Cymbale II rgs       | Cymbale II rgs       | Cymbale II rgs  |
| Ripieno III rgs      | Ripieno III rgs      | Ripieno III rgs |
| Régal 16'            | Régal 8'             | Régal 16'       |
| Trompette 8'         | Trompette 8'         | Trompette 8'    |
|                      |                      | Clairon 4'      |